# Bamboo (ort)
Bamboo är en ort i Jamaica.   Den ligger i parishen Parish of Saint Ann, i den centrala delen av landet, 70 km nordväst om huvudstaden Kingston. Bamboo ligger 628 meter över havet och antalet invånare är 4 264. Den ligger på ön Jamaica.
Terrängen runt Bamboo är kuperad. Runt Bamboo är det ganska tätbefolkat, med 134 invånare per kvadratkilometer. Närmaste större samhälle är Saint Ann's Bay, 8,2 km nordost om Bamboo. I omgivningarna runt Bamboo växer i huvudsak städsegrön lövskog.